# Mikrometer

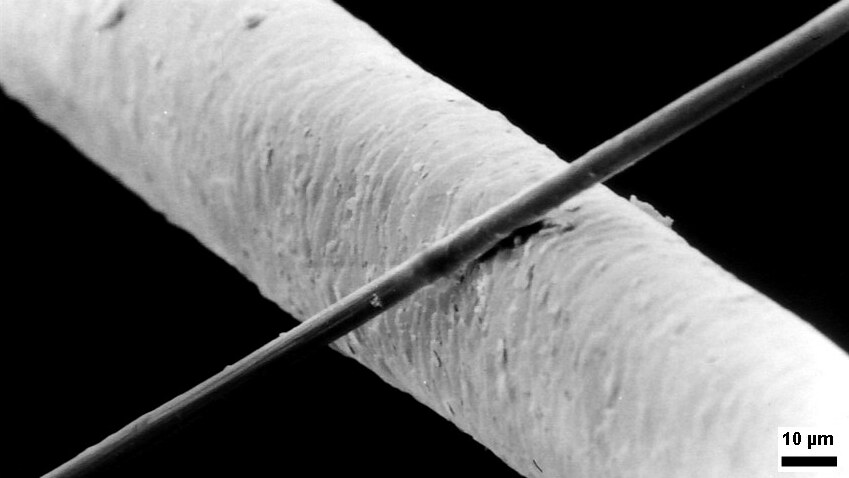
En sex mikrometer tjock kolfibertråd ovanpå ett 50 mikrometer tjockt hårstrå.

En mikrometer är 10−6 meter, alltså en miljondels meter eller 0,000 001 meter. Enheten förkortas "µm". Mikrometer kommer av SI-prefixet mikro samt grundenheten meter.
Levande celler brukar ha en storlek på ungefär 10 mikrometer.
Till exempel är ett omyeliniserat axon 1 µm tjockt.
På verkstadsgolvet är det dock fortfarande vanligt att man talar om "tusendelar" (av en millimeter), "my" eller mikron istället för mikrometer. Detta delvis för att inte förväxla längdenheten med det vanligt förekommande mätverktyget.